# 30. travnja
30. travnja (30. 4.) 120. je dan godine po gregorijanskom kalendaru (121. u prijestupnoj godini).
Do kraja godine ima još 245 dana.

## Događaji
- 313. – Rimski car Licinije ujedinio je istočnu polovicu carstva pod svojom vlasti.
- 711. – Omeidske trupe pod vodstvom Tariqa ibn-Ziyada iskrcale su se kod Gibraltara, započevši maursku invaziju Iberije.
- 1671. Petar Zrinski i Fran Krsto Frankapan pogubljeni u Bečkom Novom Mjestu.
- 1687. – Sastavljen je najveći dio Drnjanske pjesmarice, najstarije i najznačajnije pjesmarice hrvatske kajkavske književnosti .
- 1789. – George Washington preuzeo je službu prvog predsjednika Sjedinjenih Država.
- 1804. – u borbama u Surinamu Britanci prvi put upotrijebili šrapnel, nazvan po izumitelju Henriju Shrapnelu
- 1812. – Louisiana je primljena kao 18. američka država.
- 1803. – "SAD je udvostručio teritorij ". Napoleon Bonaparte prodao je za 60 milijuna franaka SAD-u teritorij Louisiane. Napoleonu je trebao novac kako bi mogao financirati osvajačke pohode u Europi. SAD su s Louisianu proglasile svojim teritorijem te na svu koloniziranu zemlju zapadno od Mississippija do Rocky Mountainsa (Stjenjaka) dopustili naseljavanje.
- 1838. – Nikaragva proglasila nezavisnost od Centralno-američke federacije
- 1900. – Havaji postali sastavni dio SAD-a
- 1915. – Hrvatski, srpski i slovenski političari iz Austro-ugarske, koji su poslije izbijanja Prvog svjetskog rata emigrirali ili su se zatekli u inozemstvu, osnovali u Parizu Jugoslavenski odbor
- 1934. – Austrija donijela novi Ustav, kojim je ozakonjena diktatura Engelberta Dolfussa
- 1941. – Nezavisna Država Hrvatska donijela Zakon o rasnoj pripadnosti, na osnovu kojeg su počeli progoni Židova, Roma i Srba
- 1944. – U pokolju u Lipi ubijeno je 269 mještana, odreda žena, djece i staraca.
- 1944. – Petnaest uglednih sarajevskih Muslimana predalo memorandum lokalnim vlastima i državnom vrhu NDH.
- 1945. –  Crvena armija postavila sovjetsku zastavu na zgradu Reichstaga, u Berlinu koju je nacistička Njemačka idućeg jutra maknula.
- 1948. – U Bogoti u Kolumbiji osnovana je Organizacija američkih država.
- 1960. – Fats Domino u studiju 'Cosimo Recording' snima pjesmu "Walkig To New Orleans", koja će postati njegov 23. hit na američkoj top listi Top 40 i 14. na britanskoj.
- 1975. – Dan ujedinjenja u Vijetnamu: sjevernovijetnamske trupe osvojile su Saigon čime je završen Vijetnamski rat.
- 1979. – U bazilici sv. Petra, papa Ivan Pavao II. priredio svečano euharistijsko slavlje u čast 11. stoljetnice međunarodnog priznanja hrvatske državne neovisnosti[1]

| - 1310. – Kazimir III. Veliki, poljski kralj († 1370.) - 1662. – Marija II., engleska kraljica - 1777. – Carl Friedrich Gauss, njemački matematičar, fizičar i astronom († 1855.) - 1844. – Paul Verlaine, francuski pjesnik († 1896.) - 1865. – Max Nettlau, njemački anarhist i povjesničar († 1944.) - 1875. – Vladimir Vidrić, hrvatski književnik († 1909.) - 1883. – Jaroslav Hašek, češki književnik († 1923.). - 1899. – Bartol Petrić, hrvatski slikar († 1974.) - 1901. – Simon Kuznets, američki ekonomist, demograf, statističar i nobelovac († 1985.) - 1905. – Ante Ivanišević, hrvatski kipar († 1969.) - 1944. – Jill Clayburgh, američka glumica († 2010.) - 1954. – Nermin Bezmen, turska književnica - 1955. – Zlatko Topčić, bosanskohercegovački književnik i scenarist - 1959. – Stephen Harper, kanadski političar i premijer - 1965. – dr Nela Sršen, hrvatska liječnica i počasna konzulica RH u Italiji - 1970. – Halit Ergenç, turski glumac - 1973. – Aleksandar Srećković, srpski glumac - 1992. – Marc-André ter Stegen, njemački nogometni vratar - 1999. – Jorden van Foreest, nizozemski velemajstor - 1671. – Petar Zrinski, hrvatski ban i vojskovođa (* 1621.) - 1671. – Fran Krsto Frankapan, hrvatski plemić i pjesnik (* 1643.) - 1739. – Franjo Sušnik, hrvatski pisac i leksikograf (* 1686.) - 1873. – David Livingstone, škotski misionar, liječnik i istraživač - 1883. – Édouard Manet, francuski slikar (* 1832.) - 1927. – Đuro Sudeta, hrvatski pjesnik (* 1903.) - 1945. – Adolf Hitler, njemački kancelar i ratni zločinac (* 1889.) - 1948. – Bartul Čulić, hrvatski nogometni vratar (* 1907.) - 1938. – Ben E. King, američki soul pjevač († 2015.) - 1983. – George Balanchine, ruski baletni koreograf (* 1904.) - 1989. – Sergio Leone, talijanski filmski redatelj, scenarist i producent (* 1929.) - 2015. – Vladimir Ibler, hrvatski akademik, pravnik i profesor (* 1913.) |

## Blagdani i spomendani
- Dan pogibije Zrinskog i Frankopana
- Dan grada Ozlja
- Dan grada Poreča
- U Poljskoj: Dan mučeništva poljskoga klera[2]